# 7105 Yousyozan
7105 Yousyozan eller 1977 DB1 är en asteroid i huvudbältet som upptäcktes den 18 februari 1977 av de båda japanska astronomerna Hiroki Kōsai och Kiichirō Furukawa vid Kiso-observatoriet i Japan. Den är uppkallad efter berget Yousyozan..
Den tillhör asteroidgruppen Nysa.